# Journal of Clinical Epidemiology
Journal of Clinical Epidemiology（ジャーナル・オブ・クリニカル・エピデミオロジー）は、疫学の査読付きの雑誌である。当初は、1951年にハリー・S・トルーマンが行った国民保健に関する大統領タスクフォースと、その後に書かれたマグナソン報告のフォローアップとして、1955年にJournal of Chronic Diseasesとして創刊された。
アルヴァン・ファインスタイン（Alvan Feinstein）とウォルター・O・スピッツァー（Walter O. Spitzer）の編集指導の下、1988年1月号からジャーナルのタイトルがJournal of Clinical Epidemiologyに変更された。
ジャーナルサイテーションレポートによると、同誌の2020年のインパクトファクターは6.437で、「ヘルスケア科学＆サービス」のカテゴリーでは108誌中5位にランクされている。